# Rajd ELPA 2002
Rajd Elpa 2002 (27. Achaia Elpa Rally) – 27. edycja rajdu samochodowego Rajd Elpa rozgrywanego w Grecji. Rozgrywany był od 30 sierpnia do 1 września 2002 roku. Była to trzydziesta runda Rajdowych Mistrzostw Europy w roku 2002 (rajd miał najwyższy współczynnik – 20) oraz czwarta runda Rajdowych Mistrzostw Grecji. Składał się z 19 odcinków specjalnych.

## Klasyfikacja rajdu
| Miejsce                      | Kierowca                     | Pilot                        | Samochód                     | Czas                         | Strata                       |                              |
| Klasyfikacja generalna i ERC | Klasyfikacja generalna i ERC | Klasyfikacja generalna i ERC | Klasyfikacja generalna i ERC | Klasyfikacja generalna i ERC | Klasyfikacja generalna i ERC | Klasyfikacja generalna i ERC |
| ---------------------------- | ---------------------------- | ---------------------------- | ---------------------------- | ---------------------------- | ---------------------------- | ---------------------------- |
| 1.                           | Renato Travaglia             | Flavio Zanella               | Peugeot 206 WRC              | 2:27:41.7                    | 0.0                          |                              |
| 2.                           | Leonídas Kirkos              | Giorgos Polizois             | Ford Escort WRC              | 2:31:38.3                    | +3:56.6                      |                              |
| 3.                           | Janusz Kulig                 | Jarosław Baran               | Ford Focus RS WRC '01        | 2:32:27.4                    | +4:45.7                      |                              |
| 4.                           | Alexander Lesnikov           | Andrey Rusov                 | Subaru Impreza WRC S7 '01    | 2:34:20.4                    | +6:38.7                      |                              |
| 5.                           | Makis Thergiakis             | Andreas Vlahogenis           | Mitsubishi Lancer Evo VI     | 2:41:33.6                    | +13:51.9                     |                              |
| 6.                           | Konstantinos Markouizos      | Konstantinos Stefanis        | Fiat Punto Kit Car           | 2:43:04.1                    | +15:22.4                     |                              |
| 7.                           | Dimitris Vazakas             | Tonia Pavli                  | Subaru Impreza WRX           | 2:43:41.0                    | +15:59.3                     |                              |
| 8.                           | Kostas Patsoureas            | Nikolaos Chreppas            | Mitsubishi Lancer Evo VI     | 2:44:31.8                    | +16:50.1                     |                              |
| 9.                           | Riccardo Rigo                | Mauro Grassi                 | Opel Corsa Kit Car           | 2:47:15.8                    | +19:34.1                     |                              |
| 10.                          | George Kostakis              | Spyros Dassios               | Mitsubishi Lancer Evo VI     | 2:47:32.1                    | +19:50.4                     |                              |
| Mistrzostwa Grecji           |                              |                              |                              |                              |                              |                              |
| 1.                           | Makis Thergiakis             | Andreas Vlahogenis           | Mitsubishi Lancer Evo VI     | 2:41:33.6                    | 0.0                          |                              |
| 2.                           | Konstantinos Markouizos      | Konstantinos Stefanis        | Fiat Punto Kit Car           | 2:43:04.1                    | +1:30.5                      |                              |
| 3.                           | Dimitris Vazakas             | Tonia Pavli                  | Subaru Impreza WRX           | 2:43:41.0                    | +2:07.4                      |                              |
| 4.                           | Kostas Patsoureas            | Nikolaos Chreppas            | Mitsubishi Lancer Evo VI     | 2:44:31.8                    | +2:58.2                      |                              |
| 5.                           | George Kostakis              | Spyros Dassios               | Mitsubishi Lancer Evo VI     | 2:47:32.1                    | +5:58.5                      |                              |